# Isole Tremiti
Isole Tremiti este o comună din provincia Foggia, regiunea Puglia, Italia, cu o populație de 481 locuitori (1 ianuarie 2023) și o suprafață de 3,18 km².

## Demografie
Isole Tremiti - evoluția demografică

|  | Graficele sunt indisponibile din cauza unor probleme tehnice. Mai multe informații se găsesc la Phabricator și la wiki-ul MediaWiki. |

Date: Recensăminte sau birourile de statistică - grafică realizată de Wikipedia